# Phytomyza haemorrhoidalis
Phytomyza haemorrhoidalis är en tvåvingeart som först beskrevs av Zetterstedt 1848.  Phytomyza haemorrhoidalis ingår i släktet Phytomyza och familjen minerarflugor.
Artens utbredningsområde är Sverige. Inga underarter finns listade i Catalogue of Life.